# Dmytro Kosynski
Dmytro Kosynski (ukr. Дмитро Косинський, ur. 31 marca 1989) – ukraiński lekkoatleta specjalizujący się w rzucie oszczepem.
Międzynarodową karierę rozpoczynał w roku 2008 startem w mistrzostwach świata juniorów. W 2010 zajął 12. miejsce w mistrzostwach Europy. Stawał na podium zimowych mistrzostw Ukrainy, mistrzostw Ukrainy juniorów, a w 2010 zdobył złoto mistrzostw kraju w kategorii seniorów. Reprezentant kraju w zimowym pucharze Europy w rzutach i drużynowym czempionacie Starego Kontynentu. 
Kontrola antydopingowa przeprowadzona 18 czerwca podczas drużynowych mistrzostw Europy w Sztokholmie wykazała stosowanie przez Ukraińca niedozwolonych środków, anulowano jego wynik z tych zawodów (1. miejsce z rezultatem 81,19), a także nałożono na niego karę dwuletniej dyskwalifikacji (do 19 sierpnia 2013).
Rekord życiowy: 83,95 (20 sierpnia 2016, Rio de Janeiro).

## Osiągnięcia
| Rok  | Impreza                                 | Miejsce        | Lokata            | Wynik |
| ---- | --------------------------------------- | -------------- | ----------------- | ----- |
| 2008 | Mistrzostwa świata juniorów             | Bydgoszcz      | 7. miejsce        | 69,59 |
| 2010 | Mistrzostwa Europy                      | Barcelona      | 12. miejsce       | 73,26 |
| 2011 | Zimowy puchar Europy w rzutach          | Sofia          | 2. miejsce        | 79,90 |
| 2011 | Superliga drużynowych mistrzostw Europy | Sztokholm      | 1. miejsce        | 81,29 |
| 2011 | Młodzieżowe mistrzostwa Europy          | Ostrawa        | 8. miejsce        | 78,09 |
| 2014 | Zimowy puchar Europy w rzutach          | Leiria         | 9. miejsce        | 77,61 |
| 2014 | Mistrzostwa Europy                      | Zurych         | el. – 28. miejsce | 71,90 |
| 2016 | Mistrzostwa Europy                      | Amsterdam      | el. – 18. miejsce | 79,21 |
| 2016 | Igrzyska olimpijskie                    | Rio de Janeiro | 5. miejsce        | 83,95 |